# Districtul Rotenburg (Wümme)
Districtul Rotenburg (Wümme) este un district administrativ rural (în germană Landkreis) situat în landul Saxonia Inferioară, Germania. 
1. ↑  Bundesgesetzblatt, 27 septembrie 2004, p. 2350